# Станіслав Пшибишевський
Станіслав Фелікс Пшибишевський (пол. Stanisław Feliks Przybyszewski; * 7 травня 1868, с. Лоєво — † 23 листопада 1927, Яронти) — польський письменник, поет, драматург, один з головних представників епохи «Молодої Польщі», декадент, лідер краківської богеми.
Пшибишевський ще за життя став живою легендою, про нього багато пліткували й складали анекдоти. Зокрема Август Стріндберг називав його «геніальним поляком». Пропагував гасла «мистецтво заради мистецтва» та «нагої душі».
Почав писати німецькою мовою і сам перекладав свої твори польською. В романах «Діти сатани» (1899), «Homo sapiens» (1901), «Сини землі» (1904), драмах «Танок кохання і смерті» (1901), «Мати», «Сніг» (обидві — 1903) та ін. творах проголошував ніцшеанський культ надлюдини, біологічну зумовленість людських вчинків. У центрі більшості творів — аналіз патологічних душевних станів людини. Автор маніфесту модерністського мистецтва «Confiteor» («Сповідаюся», 1899), спогадів «Мої сучасники» (вид. 1930).

## Життєпис
Син сільського вчителя Йозефа Пшибишевського та Дороти Громбчевської.
1881 року Пшебишевського віддають на навчання до німецької гімназії м. Торн (нім. Thorn, нині Торунь), але через погану успішність його переводять потім у м. Вонгровець (з 1884). В ті часи Станіслав підробляє репетиторством, читає світових класиків, пише вірші.
1889 року вирушає до Берліна, де вивчає архітектуру, а пізніше й медицину.
1892—1893 — працює в редакції польської газети «Gazeta robotnicza» (соціал-демократичний тижневик для польської еміграції в Берліні). Пшибишевський також був одним із засновників літературно-мистецького журналу «PAN», головного модерністського журналу в Німеччині. Окрім того публікувався на шпальтах газети «Die Fackel» (сатирична газета письменника і видавця Карла Крауса), а також «Freie Bühne» (літературна газета видавництва S. Fischer).
1893 року Пшибишевського заарештовують та відраховують з Університету за зв'язки з робітничим рухом. Поза тим зразкове життя студента архітектури чи медицини його й не влаштовувало, бо Пшибишевський був одним з тих, хто гуртував навколо себе тодішню берлінську богему. Його оточували такі письменники та художники, як Август Стріндберг, Ола Гансон, Карл Шлейх, Ріхард Демель, Едвард Мунк. Останній, натхненний романом Пшибишевського «Заупокійна меса», намалював відому картину «Крик» (1903) і подарував її Станіславу.
Пшибишевський мав дуже бурхливе особисте життя та був відомим бабієм. 8 травня 1891 його берлінською співмешканкою стала подруга Марта Фердер. З нею він мав трьох дітей: Болеслава (1892 р.н.), Мечиславу (1892 р.н.) та Яніну (1895 р.н.), вихованням та життям яких Пшибишевський не цікавився. 9 червня 1896 року вагітна четвертою дитиною, але зневірена в любові й позбавлена підтримки, Марта Фердер наклала на себе руки. Опікункою сина Болеслава стала мати Пшибишевського, а доньок віддали до сиротинця.
1893 року Пшибишевський познайомився й одружився з норвезькою письменницею та піаністкою Дагні Юль. Вперіод часу 1893—1897 подружжя мешкає то в Берліні, то в Консвінгері (Норвегія). Їхнє помешкання стає мистецьким салоном, до якого навідується тодішня богема: Генрік Ібсен, Ґустав Віґеланд, Кнут Гамсун. 1895 року у Пшибишевського й Даґні народжується син Зенон, 1897 — дочка Іва. Подружжя постійно потерпає від нестачі грошей, змушене раз-по-раз міняти місце проживання. 1898 року вони переїжджають до Кракова, де Пшибишевський очолює групу молодих революційно налаштованих митців й редагує журнал «Życie». Він стає палким поборником індустріалізму й самовираження. В Кракові Пшибишевський та Даґні знайомляться з Генриком Сенкевичем, Тадеушем Бой-Желенським, Войцехом Вейсом, Василем Стефаником та ін.
Мало-помалу шлюб Пшибишевських починає руйнуватись: у Пшибишевського з'являються коханки, та й у Даґні ніколи не бракувало шанувальників. Фатальною стала поїздка Пшибишевського 1899 року до Львова, де він читав цикл лекцій про Шопена, і зупинився в домі Яна Каспровича. Там він познайомився з жінкою Каспровича Ядвігою, і між ними почався роман. Пшибишевський залишає Даґні й переїжджає з Ядвігою до Варшави. В цей самий час у Львові Пшибишевський має паралельний роман з художницею Анелею Пайонкувною, яка 1901 року народжує від нього дочку Станіславу. 1900 року стався остаточний розрив Пшибишевського й Даґні Юль, у якої на той час були романи з Станіславом Корабом-Бжозовським (який не в змозі витримати любовних страждань, заподіяв собі смерть) та Владиславом Емериком, заможним нафтовим магнатом. 5 червня 1901 року у «Ґранд готелі» в Тифлісі (тепер Тбілісі) Емерик застрелив Даґні Юль на очах у її сина, а потім застрелився і сам.
1905 року Пшибишевський та Ядвіга переїжджають до м. Торн, де він намагається полікуватись від алкоголізму. Тоді ж Ядвіга владнала справи зі своїм розлученням, тож 11 квітня 1905 року Пшибишевський з Ядвігою взяли цивільний шлюб в м. Гоензальца (нім. Hohensalza [ˌhoːənˈzalt͡sa], нині Іновроцлав). 1906 року подружжя їде до Мюнхена. Життя в Німеччині, в залежності від фінансового стану, було більш-менш вдалим. Під час війни попит на літературу спадає. В той час у Пшибишевського прокидаються патріотичні почуття. Під час війни подружжя Пшибишевських деякий час мешкає в Богемії, а 1919 року повертається до відбудованої Польщі. Після війни Пшибишевський співпрацює з познаньським часописом Zdrój. У 1919—1920 рр. — працює німецьким перекладачем на пошті. У 1920—1924 рр. мешкає в Данцигу й працює в залізничному бюро перекладів. Пшибишевський намагався оселитися в Торуні, Закопаному, Бидгощі — та безуспішно. Нарешті він отримує роботу в громадській канцелярії Президента Республіки у Варшаві. У листопаді 1924 року Пшибишевський жив у невеличкому помешканні у варшавському Королівському Замку. 1927 року через брак коштів він повертається до рідної Куявії, де й помирає у листопаді, у віці 59 років.
1931 року Пшибишевському було встановлено надгробок з написом: "Метеор «Молодої Польщі».